# Anolis williamsii
Anolis williamsii este o specie de șopârle din genul Anolis, familia Polychrotidae, descrisă de Bocourt 1870. Conform Catalogue of Life specia Anolis williamsii nu are subspecii cunoscute.